# Élections municipales turkmènes de 2023
Les élections municipales turkmènes de 2023 ont lieu le 26 mars 2023, en même temps que les élections législatives afin d'élire les membres des conseils provinciaux et des districts du pays ainsi que le conseil municipal de la capitale Achgabat.
Le taux de participation est de 91,12 %. Sur les 2 516 candidats en lice, 240 sont élus dans les conseils provinciaux et 960 dans les conseils des districts ainsi que dans le conseil municipal d'Achgabat.